# Mikołaj (Ozone)
Mikołaj, imię świeckie Iyad Ozone (ur. 4 stycznia 1963 w Damaszku) – syryjski duchowny prawosławnego Patriarchatu Antiocheńskiego, od 2017 biskup Miami i południowego wschodu.

## Życiorys
23 kwietnia 2004 został wyświęcony na diakona. Święcenia kapłańskie przyjął 9 stycznia 2005. Chirotonię biskupią otrzymał 11 grudnia 2011 (?) z tytułem biskupa Brooklynu, Nowego Jorku i Waszyngtonu. Od 3 sierpnia 2017 r. ordynariusz diecezji Miami i środkowego wschodu.